# أغيلاريت
الأغيلاريت هو معدن سلفوني غير مألوف يحمل الصيغة Ag4SeS. وقد تم وصفه عام 1891 وسُمي على اسم مكتشفه بونسيانو اجيلار.

## الوصف
يكون معدن الأغيلاريت رماديًا-رصاصيًا لامعًا على الأسطح الجديدة ولكنه يصبح أسود حديديًا معتمًا عند تعرضه للهواء. ويوجد المعدن بـمظهر ضخم، ويصل طول البلورات الممدة شبه إثنا عشري السطوح إلى 3 سنتيمتر (1.2 بوصة)، أو كنمو مشترك مع الأكانثايت أو سيلينيد الفضة.

## الاكتشاف
في أواخر القرن الـ 19، وجد بونسيانو اجيلار، وهو مشرف من منجم سان كارلوس في غواناخواتو، المكسيك، العديد من العينات لمعدن يُعتقد أنه سيلينيد الفضة. وقد أعطيت العينات إلى فريدريك جينث للتعرف عليها وتحديد هويتها، الذي اكتشف هو وبنفيلد أنه كان معدنًا جديدًا. وقد تم وصف المعدن في المجلة الأمريكية للعلوم عام 1891 وسُمي باسم أغيلاريت تكريمًا لبونسيانو اجيلار. وعندما تأسست الجمعية الدولية للمعادن تم إعفاء معدن الأغيلاريت كنوع صالح من المعادن.

## الوجود
إن الأغيلاريت معدن غير شائع ويتشكل في درجات حرارة منخفضة نسبيًا في رواسب حرارية مائية غنية بالفضة والسيلينيوم ولكنها تفتقر إلى الكبريت. ويُعرف المعدن في عدد من البلدان في أمريكا الشمالية والجنوبية وأوروبا وآسيا وأستراليا. ويوجد الأغيلاريت بالترابط مع معادن أكانثايت والـكالسيت وسيلينيد الفضة والـبيرسيت والـبروستايت والـفضة والـستيفانايت والـمرو.

## الكيمياءوالبنية
في عام 2013، تمت إعادة فحص كيمياء الأغيلاريت والبنية البلورية من قبل بيندي وبينجيتور. ولم تشوه إعادة التقييم الهامة للأغيلاريت مكانته باعتباره معدنًا صالحًا، ولكن تم إثبات أنه تناظر السيلينيوم للأكانثايت بدلاً من سيلينيد الفضة الغني بالكبريت. وقد جاءت العينة التي تمت دراستها أولاً من مجموعة الأحجار الكريمة والمعادن بقسم علوم الأرض بـجامعة برينستون.
وقد شكل عمل بيترك وآخرين عام 1974 الأساس للمعرفة فيما يتعلق بنظام سيلينيوم كبريت الفضة لمدة حوالي 40 عامًا. وقاموا بفهرسة أنماط دراسة البلورات بالأشعة السينية للأغيلاريت على خلية معينية مستقيمة مشابهة لـسيلينيد الفضة. وقرر بيندي وبينجيتور أن الأغيلاريت هو، في الحقيقة، أحادي الميل ومتشابه في التركيب مع الـأكانثايت وليس سيلينيد الفضة. ويعتقد بيندي وبينجيتور أن بيترك وآخرين لم يكونوا قادرين على حل القمم المتباعدة إلى حد بعيد بسبب معدات الدقة المنخفضة، مما جعل الأغيلاريت يظهر مشابهًا لـسيلينيد الفضة. وبالإضافة إلى ذلك، يوضح عدد من التناقضات في أبعاد خلية الوحدة في العمل الذي تم عام 1974 أن الأغيلاريت ليس له نفس البنية مثل سيلينيد الفضة.
وتتكون البنية البلورية للأغيلاريت من مستويات متوازية تقريبًا مع (010) التي تتكون من ذرات لافلزية منسقة رباعية الأسطح ومثلثات AgX3 (حيث X هو اللافلز). وتتصل المستويات من خلال ذرات الفضة المنسقة بشكل ثنائي.
ويُعد الأغيلاريت جزءًا من سلسلة المحلول الجامد المشابه للأكانثايت Ag2S–Ag2S0.4Se0.6. ويشمل المعدن نطاقًا من السيلينيوم بـنسبة ذرية تقدر بـ 50 وحتى الانتقال من النظام أحادي الميل إلى النظام المعيني المتعامد المحور.

## كتابات أخرى
- Petruk، W.؛ Owens، D. R.؛ Stewart، J. M.؛ Murray، E. J. (أغسطس 1974). "Observations on acanthite, aguilarite and naumannite" (PDF). The Canadian Mineralogist. ج. 12 ع. 6: 365–369. مؤرشف من الأصل (PDF) في 2024-03-31.